# (571) Dulcinea
(571) Dulcinea ist ein Asteroid des Hauptgürtels, der am 4. September 1905 vom deutschen Astronomen Paul Götz in Heidelberg entdeckt wurde.
Der Asteroid wurde benannt nach der Figur Dulcinea del Toboso aus dem Roman Don Quixote von Miguel de Cervantes.